# Bismarckturm (Stuttgart)
Der Bismarckturm ist ein als Bismarckdenkmal errichteter Aussichtsturm im Stuttgarter Stadtteil Am Bismarckturm in Stuttgart-Nord. Er steht auf dem höchsten Punkt in Stuttgart-Nord, dem Gähkopf (409,5 m ü. NHN), und bietet eine gute Aussicht auf das Stuttgarter Stadtgebiet sowie Fernsicht in alle Himmelsrichtungen.
Der Turm wird heute durch den Bürgerverein Killesberg und Umgebung e. V. betreut.

## Bau

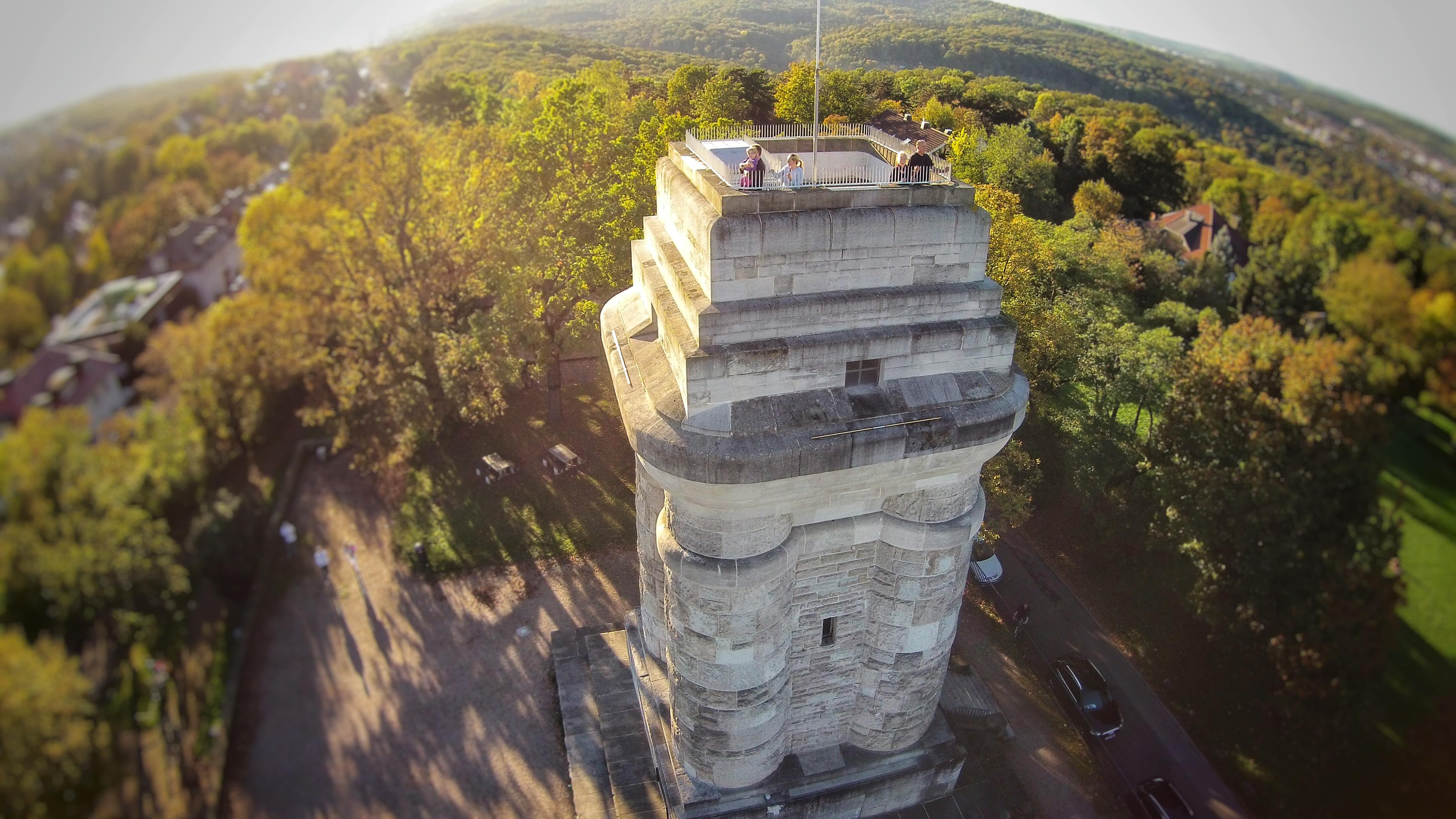
Bismarckturm (Stuttgart) aus Richtung Ost.

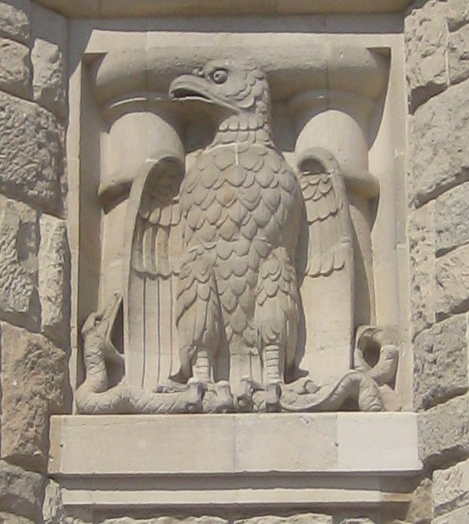
Relief an der Seite des Turmes

Der Bau des Turmes wurde im Mai 1899 von der Studentenschaft der Technischen Hochschule Stuttgart initiiert. Finanziert wurde er durch Spenden, die durch Aktionen der Studenten gefördert wurden. Außerdem gab es bedeutende Einzelspenden, etwa von Adolf von Kröner. Der Grundstein wurde am 14. November 1902 gelegt. Bauleiter war der Architekt Karl Heim, der Baumeister Heinrich Nagel.
Der Turm ist 20 m hoch und wurde wie viele andere Bismarcktürme nach dem preisgekrönten Entwurf „Götterdämmerung“ des Architekten Wilhelm Kreis erbaut. Das Baumaterial ist Keupersandstein. Auf den Turmkopf wurde eine quadratische Feuerschale von 1,5 m Seitenlänge aufgesetzt. In dieser Feuerschale wurde ein Gemisch aus Teer und Petroleum verbrannt. Dem Feuer wurde durch ein ausgeklügeltes Röhrensystem Luft zugeführt, was zu einer Flammenhöhe von 3 bis 5 m führte. Es wurde zu Bismarcks Geburtstag, Todestag und dem Reichsgründungstag entfacht. Ab 1928 erhielt der Bismarckturm eine neue Funktion als Wasserturm.
Der Turm wurde am 16. Juli 1904 eröffnet und der Stadt Stuttgart übereignet.
Im Vorfeld seines 100. Geburtstags wurde er 2001 umfassend saniert.